# 弄岛镇
弄岛镇，是云南省德宏傣族景颇族自治州瑞丽市下辖的一个镇，位于瑞丽市西南部。

## 历史
民国21年（1932年）建立瑞丽设治局，公署驻弄岛:15。1934年瑞丽设治局推行乡镇建制，设勐卯镇、弄岛镇。1948年末瑞丽事件爆发，景颇族将弄岛的设治局公署烧毁。中华人民共和国成立后，弄岛街属瑞丽县第三区（姐相区）。1970年，向阳公社卫东（弄岛）、向东（等秀）、雷允大队、东风公社前哨（等嘎）大队划出成立卫东公社，1976年更名弄岛公社。1984年瑞丽恢复区乡建置，改为弄岛区。1986年撤区建乡，改为弄岛乡，原乡改为村公所:81-83。1993年2月，瑞丽市在雷允建设“弄岛经济开发区”。2000年5月，撤销弄岛乡，成立弄岛镇。2005年6月，弄岛经济开发区并入弄岛镇:103。2013年，瑞丽市将瑞丽边境经济合作区扩区移位至弄岛镇，与弄岛镇党委、政府合署办公:89。

## 地理
弄岛镇总面积99平方千米，距离瑞丽市区28千米，西北、西南、东南三面与缅甸接壤，有国境线42.8千米；2016年有人口14,146人，其中傣族10,920人（占77.2%），汉族2,167人（占15.3%），景颇族1,018人（占7.2%）:88。弄岛镇分为平坝和山地两部分，南部平坝地势平坦，沟渠纵横，最低点容棒旺海拔743.2米，北部山地最高点三达山海拔1,266米。弄岛因在南畹河与瑞丽江汇合处，水流宣泄不畅易造成洪涝，旱季又因沙质土壤不易保水，时有旱情发生:103。

## 行政区划
弄岛镇下辖以下地区：
弄岛村、等秀村、雷允村和等嘎村。

## 经济
弄岛镇经济以农业为主，2016年有耕地面积29,579亩，农业总产值19,817万元:90，主要作物有水稻、甘蔗、烟草等:90。2011年全年社会商品销售额283万元，财政收入1,100万元:2580。
瑞丽边境经济合作区规划面积51.45平方千米，核心建设区11平方千米。2017年5月22日，弄岛通道被中华人民共和国农业部、商务部、海关总署、质检总局四部委列为云南省进口屠宰用牛的试点通道。合作区内已建成年50万头屠宰能力的肉牛屠宰厂，被称为“中国肉牛产业航母”。

## 基础设施
1999年9月，弄岛被列入“全国小城镇建设试点”，2000年开始实施小城镇建设:104。弄岛镇有4所小学和1所初中，镇内建有文化室36个、医院1所:91。截止2011年，镇内有县乡级公路1条，总长34千米，乡村公路通达率100%:2580，对缅主要通道有弄岛通道和雷允通道。双雷公路连接瑞丽城区与雷允，2015年9月30日，龙瑞高速公路弄岛连接线建成通车，为二级公路。
中缅油气管道在弄岛进入中国，距离边境2.5千米的拉相村建有中缅油气管道入境第一站——中石油西南管道瑞丽输油气计量站。

## 旅游
雷允飞机制造厂遗址、芒艾奘寺位于弄岛镇境内。